# Wiko Cink Peax
Le Wiko Cink Peax est un smartphone Android multi-touch et dual-sim de 4,5 pouces. Un Wiko Cink Peax 2 est arrivé sur le marché fin août 2013, reprenant les caractéristiques techniques du Cink Five tout en restant dans un format de 4,5".

## Présentation
Le Wiko Cink Peax est un smartphone conçu par l'entreprise coréenne Enspert et fabriqué par l'entreprise chinoise Tinno (l’entreprise française Wiko n'est en réalité qu'un revendeur), dont la commercialisation a commencé en janvier 2013.
Des téléphones similaires sont commercialisés dans d'autres pays : MyPhone A888 Duo (Philippines), Qmobile A9 (Pakistan), Intex Aqua Wonder (Inde), Fly IQ443 Trend (Russie), Mobistel Cynus T2 (Allemagne).

### Prix
Une des particularités de ce smartphone est son prix « agressif », ce qui a contribué à placer le Cink Peak à la 7e place des modèles de smartphones les plus vendus en France en 2013 ou des « très bons téléphones 2013 ».
Il a été bien reçu par la presse spécialisée qui voit en lui un pied de nez à la crise par son rapport performance/prix. Cependant, certains lui reprochent ses bugs et le manque de contrôle qualité de ses composants fabriqués en Chine.

## Fonctionnalités

### Logiciel
Le Wiko Cink Peax est vendu sous système d'exploitation mobile Android dans sa version 4.0.4 Ice Cream Sandwich basique sans surcouche, agrémentée de quelques options.

### Matériel
Le Wiko Cink Peax est disponible en blanc, noir et, depuis avril 2013, également en bleu. Fourni avec une batterie de 1 800 mAh, son autonomie annoncée est de 228 h en veille, 15,5 h en 2G et 11 h en 3G[réf. souhaitée].
Il intègre un processeur dual-core cadencé à 1 GHz, et 1 Go de RAM. Son écran mesure 4,5 pouces en diagonale, avec une définition moyenne de 540 x 960 pixels (définition qHD correspond à un quart de la HD) et une densité de pixels de 245 ppi. L'écran n'a pas de traitement anti-rayures. Il dispose cependant de la technologie IPS lui conférant un bon angle de vision.
Le Cink Peax dispose d'un caméra arrière de 8 mégapixels dont le capteur possède la technologie OmniBSI. Ce procédé signifiant Back Side Illumination, consiste à placer la diode au plus près des lentilles permettant une meilleure captation de la lumière et offrant de meilleurs détails. Celui-ci peut également prendre des vidéos dans une définition de 1280 x 720 pixels (720p). Le smartphone dispose enfin d'une caméra en façade de 1,3 mégapixels, plutôt réservée aux visioconférences.
La presse spécialisée lui reproche cependant un GPS de réactivité parfois inégale,, et un débit d'absorption spécifique élevé bien que restant dans les normes.